# Napoleón cruzando los Alpes

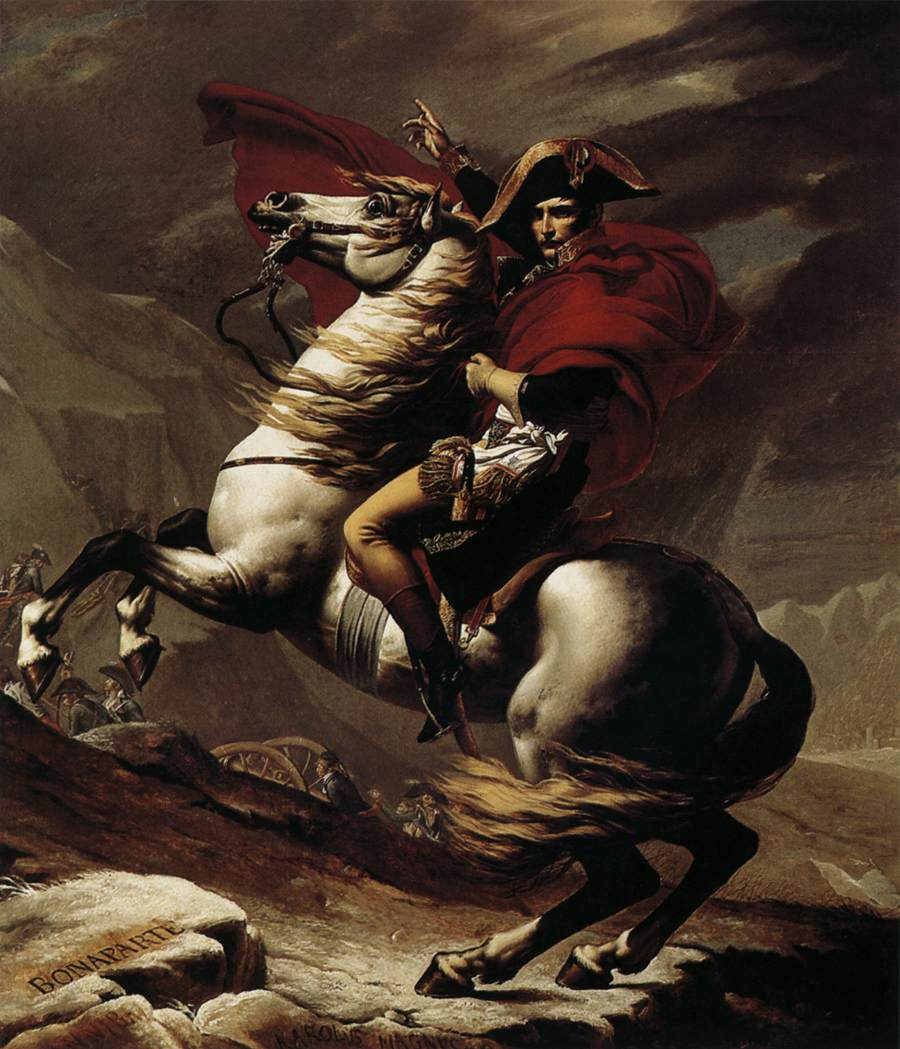
Primera versión de Versalles.

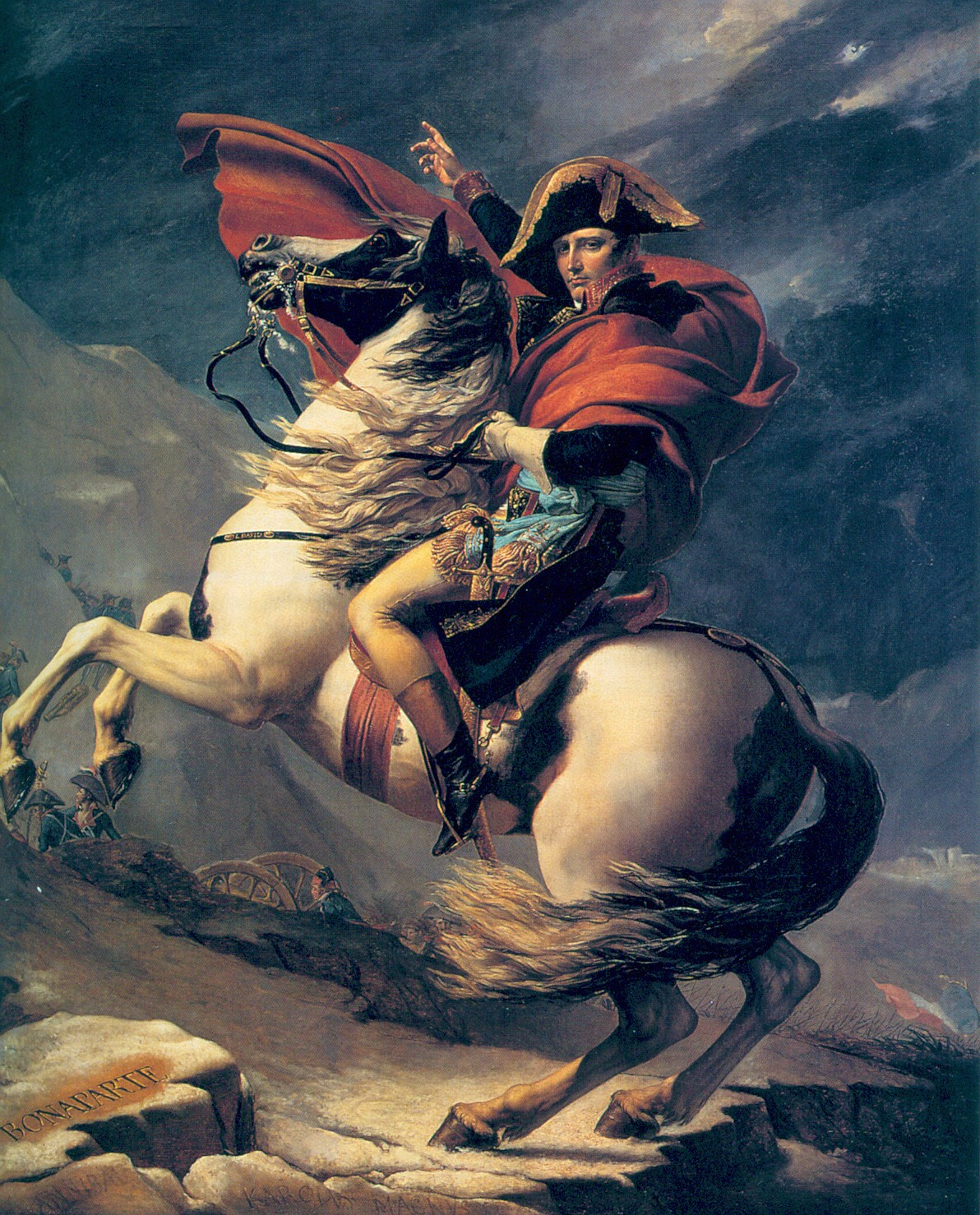
Segunda versión de Versalles.

Napoleón cruzando los Alpes (también conocido como Napoleón en el paso de San Bernardo, Bonaparte cruzando los Alpes, Retrato ecuestre de Bonaparte en el monte Saint-Bernard) es el título de cinco versiones de un retrato ecuestre pintado al óleo sobre lienzo de Napoleón Bonaparte, realizadas por el artista francés Jacques-Louis David entre 1801 y 1805. Inicialmente encargados por el embajador español en Francia, la composición muestra una versión fuertemente idealizada del auténtico cruce de los Alpes por Napoleón y su ejército en 1800.

## Antecedentes
Habiendo tomado el poder en Francia durante el 18 brumario (9 de noviembre) de 1799, Napoleón decidió regresar a Italia para reforzar las tropas francesas que aún estaban en el país y volver a ocupar el territorio tomado por los austriacos en los años precedentes. En la primavera de 1800 guio al Ejército de Reserva a través de los Alpes por el paso de San Bernardo. Las fuerzas austriacas, bajo Michael von Melas, estaban sitiando Masséna en Génova y Napoleón confiaba en tener el elemento sorpresa de su parte tomando la ruta a través de los Alpes. Cuando llegaron las tropas de Napoleón, Génova había caído; pero él siguió adelante, confiando en alcanzar a los austriacos antes de que pudieran reagruparse. El Ejército de Reserva libró una batalla en Montebello el 9 de junio antes de asegurarse una victoria decisiva en la batalla de Marengo.
La instalación de Napoleón como primer cónsul y la victoria francesa en Italia permitieron un acercamiento a Carlos IV de España. Mientras se llevaban a cabo negociaciones para restablecer relaciones diplomáticas, tuvo lugar el tradicional intercambio de regalos. Carlos recibió unas pistolas realizadas en Versalles, ropajes de los mejores sastres parisinos, joyas para la reina, y un magnífico conjunto de armadura para el recientemente vuelto a nombrar primer ministro Manuel Godoy. A su vez, a Napoleón le ofrecieron dieciséis caballos españoles de los establos reales, retratos del rey y la reina ejecutados por Goya, y el retrato que se iba a encargar a David. El embajador francés en España, Charles-Jean-Marie Alquier, pidió la pintura original a David de parte de Carlos. El retrato colgaría en el Palacio Real de Madrid como símbolo de la nueva relación entre los dos países. David, que había sido un ardiente defensor de la Revolución pero que había transferido su fervor al nuevo Consulado, estaba deseando aceptar el encargo.
Al conocer la petición, Bonaparte pidió a David que pintara otras tres versiones más: una para el Palacio de Saint-Cloud, una para la biblioteca de Los Inválidos, y una tercera para el palacio de la República Cisalpina en Milán. Una quinta versión fue realizada por David y permaneció en varios de sus talleres hasta su muerte.

### Historia de las cinco versiones
El original permaneció en Madrid hasta 1812, cuando lo expolió José Bonaparte después de abdicar como Rey de España. Se lo llevó consigo cuando marchó al exilio a los Estados Unidos, y colgó en su finca de Point Breeze, cerca de Bordentown, New Jersey. La pintura fue pasando de un descendiente a otro hasta 1949, cuando su sobrina bisnieta, Eugenie Bonaparte, lo legó al museo del castillo de Malmaison.
La versión creada para el castillo de Saint-Cloud de 1801 fue llevada en 1814 por soldados prusianos bajo el mando de von Blücher quien se lo ofreció al rey de Prusia. Actualmente se encuentra en el palacio de Charlottenburg en Berlín.
La copia de 1802 para Los Inválidos se quitó y se llevó a un almacén durante la restauración de los Borbones de 1814; pero en 1837, por orden de Luis Felipe, volvió a colgarse en su recientemente creado museo en el palacio de Versalles, donde permanece hasta ahora.
La versión de 1803 fue llevada a Milán pero confiscada en 1816 por los austriacos. No obstante, los milaneses rehusaron entregarla y permaneció en la ciudad hasta 1825. Finalmente fue instalada en el Belvedere en Viena en 1834. Allí permanece actualmente, formando parte de la colección de la Galería de Arte Austríaco.
La versión que conservó David hasta su muerte en 1825 se exhibió en el Bazar Bonne-Nouvelle en 1846 (donde fue destacada por Baudelaire). En 1850 fue ofrecida al futuro Napoleón III por la hija de David, Pauline Jeanin, y la instalaron en el Palacio de las Tullerías. En 1979, fue entregada al museo en el palacio de Versalles.

## Pinturas
El encargo especificaba un retrato de Napoleón con el uniforme de primer cónsul, probablemente en el espíritu de retratos, que se produjeron más tarde por Antoine-Jean Gros, Robert Lefèvre y Jean Auguste Dominique Ingres, pero estaba deseando pintar una escena ecuestre. El embajador español, Ignacio Muzquiz, informó a Napoleón y le preguntó cómo deseaba ser representado. Napoleón inicialmente pidió que se le mostrase revisando las tropas, pero al final se decidió por la escena mostrándole al cruzar los Alpes.
En realidad, el cruce se hizo con buen tiempo y Bonarparte fue guiado a través de las montañas, montado sobre una mula, por un guía. Sin embargo, desde el principio la pintura era ante todo propaganda, y Bonaparte le pidió a David que lo representara "tranquilo, montado sobre un fogoso caballo" (Calme sur un cheval fougueux), y es probable que él también sugiriera el añadido de los nombres de otros dos grandes generales que llevaron sus tropas a través de los Alpes: Aníbal y Carlomagno.

### Producción

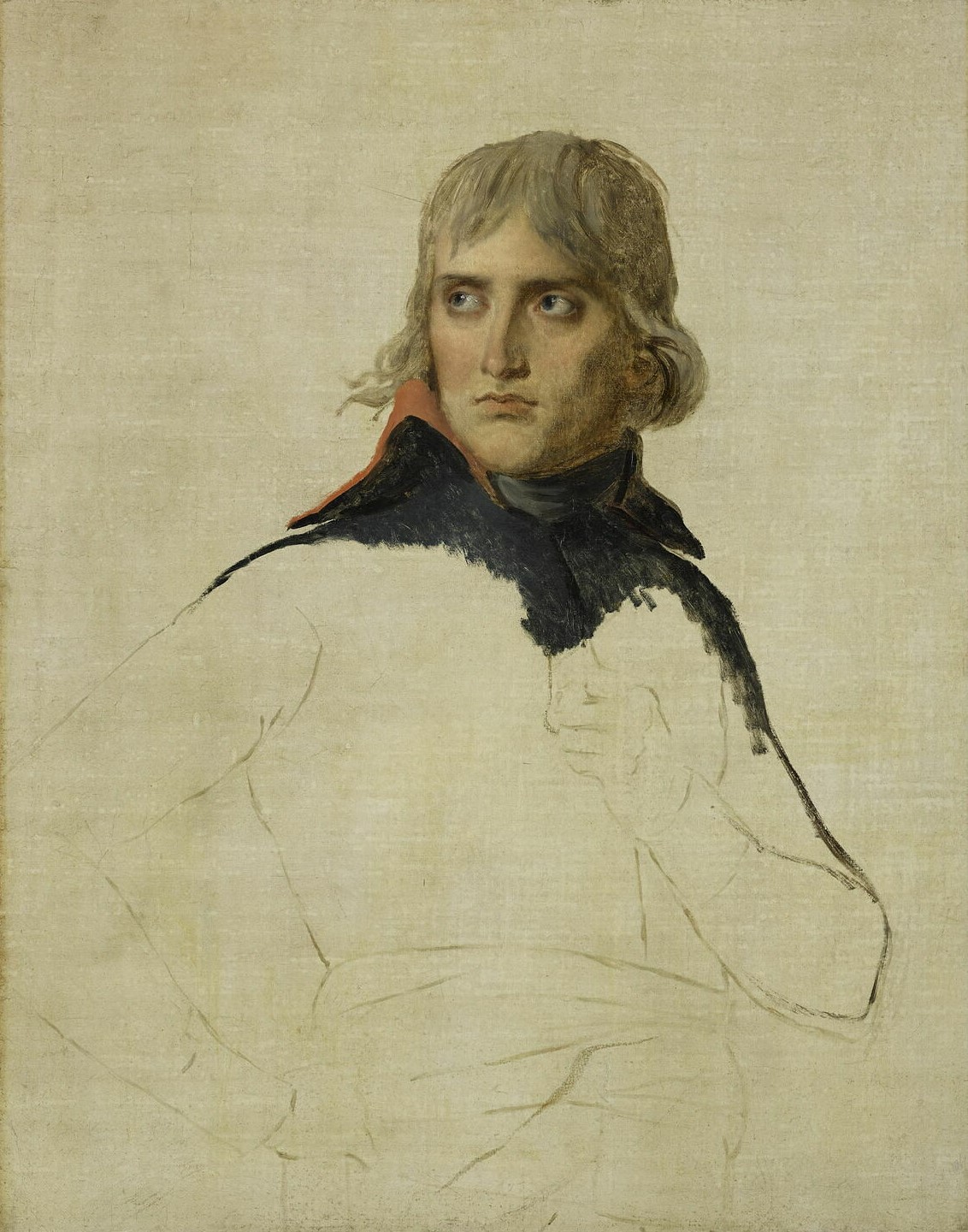
Retrato inacabado de Napoleón, por David, 1798.

- ¿Posar? ¿Para qué? ¿Cree que los grandes hombres de la Antigüedad de quien nosotros tenemos imágenes posaron?

- Pero Ciudadano Primer Cónsul, le pinto para su siglo, para los hombres que le han visto, que le conocen, ellos querrán encontrar una semejanza.

- ¿Semejanza? No es la exactitud de los rasgos, una verruga en la nariz lo que da la semejanza. Es el carácter el que dicta lo que debe pintarse... Nadie sabe si los retratos de los grandes hombres se les parece, basta que sus genios vivan allí.

El rechazo a posar marca una ruptura en los retratos de Napoleón en general, con el abandono del realismo por la iconografía política: después de este punto los retratos se hacen emblemáticos, capturando un ideal más que una semejanza física.
Incapaz de convencer a Napoleón para que posara para el cuadro, David cogió un busto como punto de partida para sus rasgos, e hizo que su hijo se colocara en lo alto de una escalera como modelo para la postura. El uniforme es más preciso, sin embargo, pues David consiguió tomar prestado el uniforme y el bicornio que lució Bonaparte en Marengo. Dos de los caballos de Napoleón se usaron como modelos para el "fogoso corcel de combate": la yegua "la Belle" que está representada en la versión de Charlottenburgo, y el famoso gris Marengo que aparece en los de Versalles y Viena. Grabados de Voyage pittoresque de la Suisse sirvieron de modelo para el paisaje.
El primero de los cinco retratos fue pintado en cuatro meses, de octubre de 1800 a enero de 1801. Al acabar la primera versión, David empezó inmediatamente a trabajar en la segunda, que acabó el 25 de mayo, la fecha de inspección de Bonaparte de los retratos en el taller del Louvre de David.
Dos de los alumnos de David le ayudaron a producir las diferentes versiones: Jerome-Martin Langlois trabajó principalmente en los dos primeros retratos, y George Rouget produjo la copia para Los Inválidos.

### Composición
La composición está basada en formas geométricas simples. El sujeto principal encaja en un círculo delimitado por la cola del caballo y el borde de la capa. El pomo de la espada está en el centro de este círculo. Napoleón y su caballo hacen la forma de una Z, dotando de dinamismo a la escena, y las diagonales de las montañas y las nubes se oponen entre sí, reforzando la impresión de movimiento. A pesar de los aspectos dinámicos de la composición, la escena aparece estática, debido principalmente a la iluminación con la que David iluminó a su sujeto dando a la pintura el aspecto de un bajorrelieve.

### Técnica
En contraste con sus predecesores François Boucher y Jean-Honoré Fragonard, quienes empleaban una pintura de base roja o gris como un color de base sobre la que construir la pintura, David empleó el fondo blanco del lienzo directamente por debajo de sus colores, como muestran algunas de sus obras inacabadas, tal como su primer intento de retrato de Napoleón o su esbozo del El juramento del Juego de pelota (esbozos de 1791, Museo nacional del castillo de Versalles).
David trabajó usando dos o tres capas. Después de haber capturado el contorno básico con un dibujo ocre, desarrollaría la pintura con ligeros toques, usando un pincel con poca pintura, y concentrándose en los bloques de luz y sombra más que en los detalles. Los resultados de esta técnica son particularmente destacados en la versión original de Napoleón cruzando los Alpes de la Malmaison, especialmente en el tratamiento de la grupa del caballo. Con la segunda capa, David se concentraba en rellenar los detalles y corregir posibles defectos.
La tercera y última capa se usaba para toques finales: mezclar los tonos y suavizar la superficie. David a menudo dejaba esta tarea a sus asistentes.

### Detalle

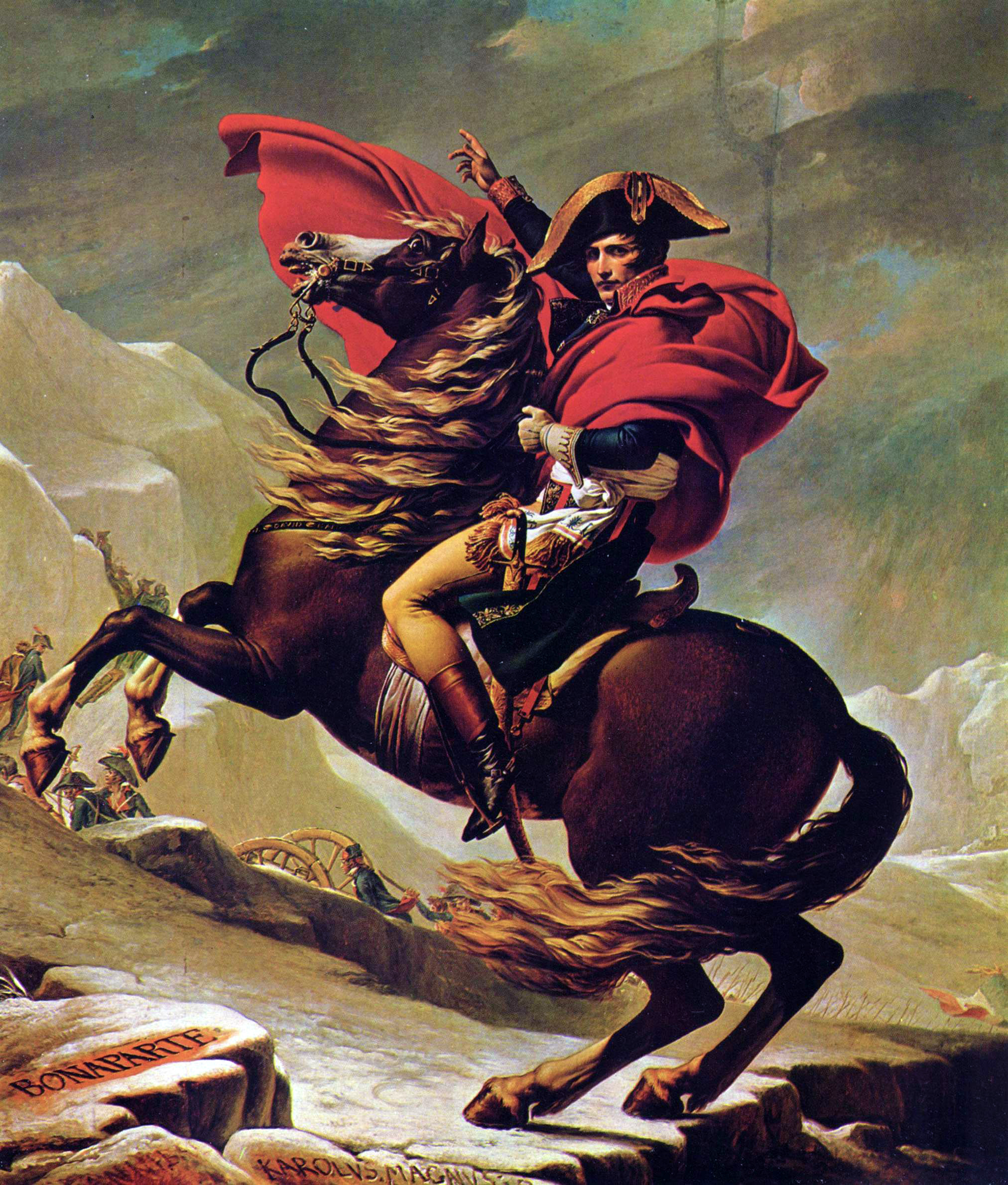
Versión de Charlottenburgo.

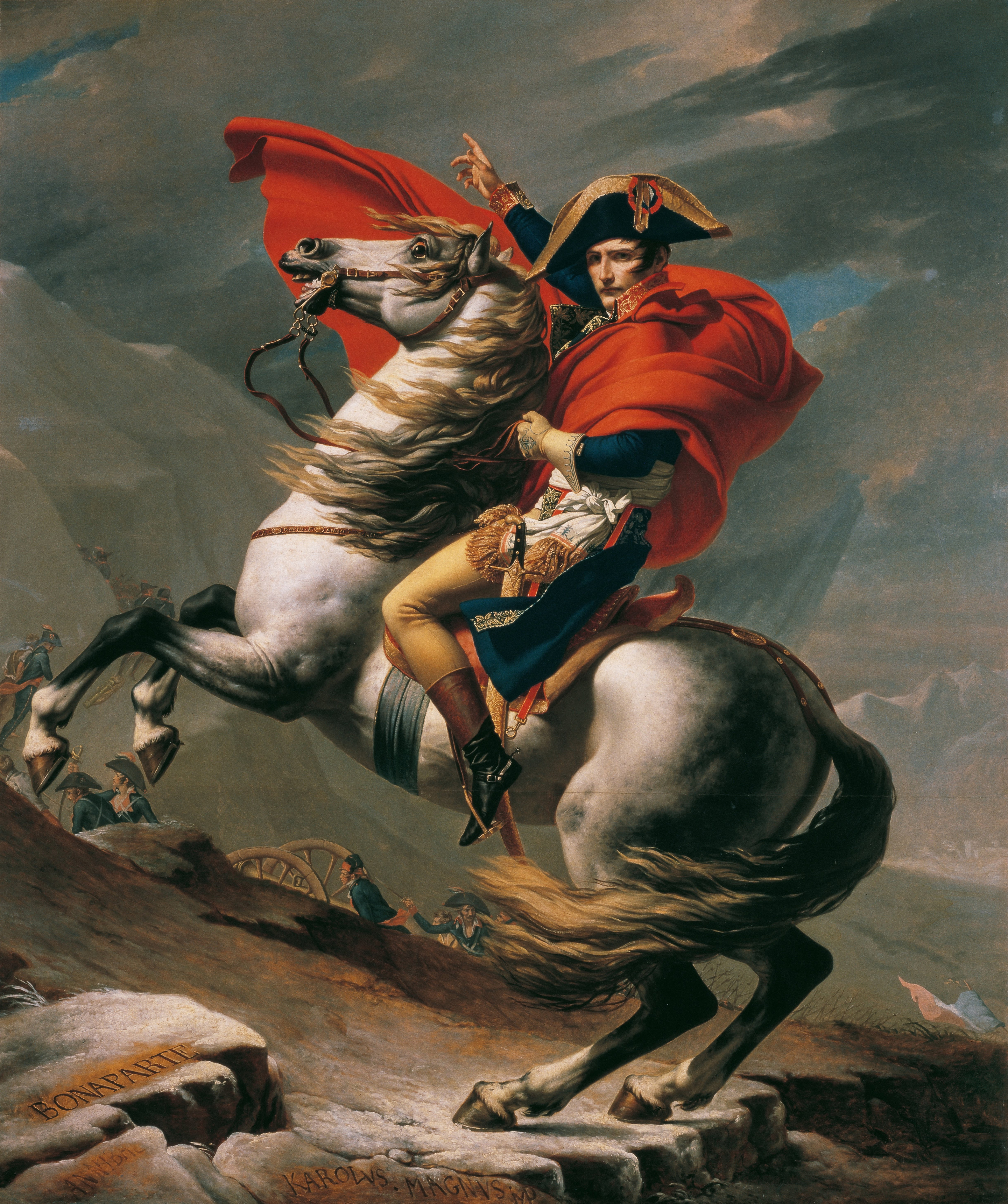
Versión de Belvedere.

Las cinco versiones del cuadro son más o menos del mismo gran tamaño (2.6 x 2.2 m). Bonaparte aparece montado con el uniforme de general en jefe, luciendo un bicornio con ribetes de oro, y armado con un sable de estilo mameluco. Está envuelto en los pliegues de una gran capa que ondea al viento. Su cabeza está vuelta hacia el espectador, y hace un gesto con su mano derecha hacia algo que está delante de él. Su mano izquierda sujeta las riendas de su caballo de combate. El caballo está alzado sobre sus patas traseras, sus crines y cola batiendo sobre su cuerpo por el mismo viento que infla la capa de Napoleón. En el fondo una línea de soldados intercalados con artillería están subiendo la montaña. Nubes oscuras cuelgan sobre la imagen y en frente de Bonaparte las montañas se alzan bruscamente. En el primer plano, sobre las rocas, está grabado: BONAPARTE, ANNIBAL y KAROLVS MAGNVS IMP. Sobre el peto del caballo, está datada y firmada la pintura.

### Diferencias entre las cinco versiones
En la versión original de la Malmaison (260 x 221 cm; 102⅓ x 87 in), Bonaparte tiene una capa naranja, el puño de su guantelete está bordado, el caballo es moteado, negro y blanco, y los arreos están completos e incluyen una martingala estática. La cincha alrededor del vientre del caballo es de un color rojo oscuro desgastado. El oficial que sostiene un sable en la parte del fondo está oscurecido por la cola del caballo. La cara de Napoleón parece joven. La pintura está firmada en el peto: L. DAVID AÑO IX.
La versión de Charlottenburgo (260 x 226 cm; 102⅓ x 89 in) muestra a Napoleón con una capa roja, montado sobre un caballo castaño. Los arreos son más simples, y les falta la martingala, y la cincha es de color gris azulado. Hay trazas de nieve sobre el suelo. Los rasgos de Napoleón están hundidos con la leve insinuación de una sonrisa. La pintura está firmada L.DAVID AÑO IX.
En la primera versión de Versalles (272 x 232 cm; 107 x 91⅓ in), el caballo es de un gris con pintas, los arreos son idénticos a la versión de Charlottenburgo, y la cincha es azul. El bordado del guantelete se ha simplificado con el asomo de la manga visible bajo el guante. El paisaje es más oscuro y la expresión de Napoleón más severa. No está firmado.
La versión del Belvedere (275 x 232 cm; 108 x 91⅓ in) es casi idéntica a la de Versalles, pero está firmada J.L.DAVID L.ANNO X.
La segunda versión de Versalles (267 x 230 cm; 105 x 90½ in) muestra un caballo blanco y negro con arreos completos pero faltando la martingala. La cincha es roja. La capa es de un rojo anaranajado, el cuello es negro, y el bordado del guantelete es muy simple y casi no se nota. El pañuelo atado alrededor de la cintura de Napoleón es azul claro. El oficial con el sable de nuevo queda oculto por la cola del caballo. Los rasgos de Napoleón son más maduros, tiene el pelo más corto, y –como en la versión de Charlottenburgo– hay una ligera sombra de sonrisa. Detalles de la ropa: el bordado y el estilo del bicornio sugieren que la pintura se acabó después de 1804. La pintura no está datada pero sí firmada L.DAVID.

## Influencias

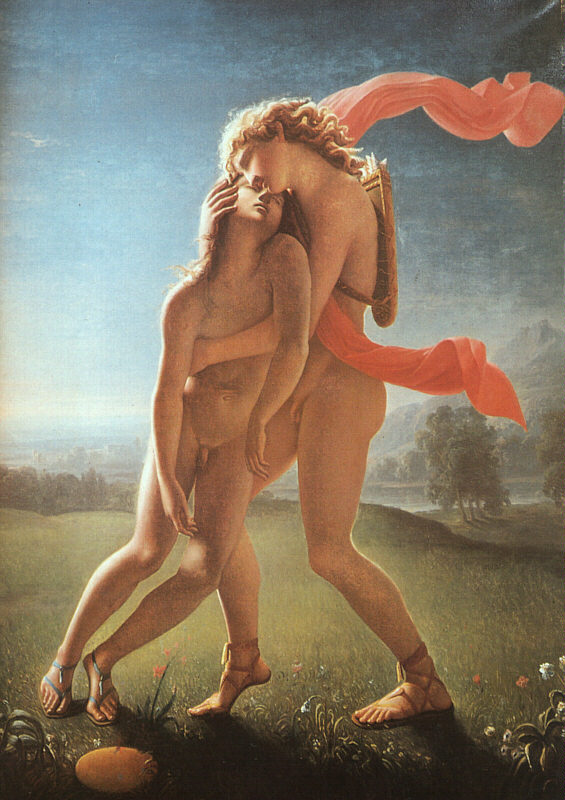
La muerte de Jacinto
Jean Broc, 1801.

Después del ascenso al poder de Napoleón y la victoria en Marengo, se puso de moda los retratos alegóricos de Bonaparte, glorificando al nuevo Señor de Francia, como en la obra de Antoine-François Callet Alegoría de la Batalla de Marengo, representando a Bonaparte vestido en ropajes romanos y flanqueado por los símbolos alados de la victoria, y la de Pierre Paul Prud'hon Triunfo de Bonaparte, que representa al primer cónsul en un carro acompañado por figuras aladas. David prefirió el simbolismo más que la alegoría. Su figura de Bonaparte es heroica e idealizada pero carece de los símbolos concretos de la pintura alegórica.
Fiel a su deseo de un "regreso a lo griego puro" (retour vers le grec pur), David aplicó el neoclasicismo radical que demostró en su obra de 1799 El rapto de las sabinas al retrato de Bonaparte, siendo la única concesión el uso de vestiduras contemporáneas. El caballo de la primera versión es casi idéntico, en su postura y colorido, al que está representado en el tumulto de El rapto de las sabinas.
La juvenil figura de Bonaparte en el primer cuadro refleja la estética del "ideal bello" simbolizado por el Apolo Belvedere y llevado a su cenit en La muerte de Jacinto de Jean Broc, uno de los alumnos de David. La figura del bello joven que David ya había pintado en La Mort du jeune Bara (La muerte de Bara) está también presente en El rapto de las sabinas. La postura juvenil del hijo de David, forzado a posar para el artista por el rechazo de Bonaparte a posar, es evidente en la actitud de Napoleón representada en la pintura; con sus piernas dobladas como los jinetes griegos, la joven figura evoca al joven Alejandro Magno montado sobre Bucéfalo tal como puede verse en su sarcófago (hoy en el museo arqueológico de Estambul).
Para el caballo, David toma como punto de partida la estatua ecuestre de Pedro el Grande, El jinete de bronce por Étienne-Maurice Falconet en San Petersburgo, repitiendo el calmado manejo de un caballo encabritado sobre suelo rocoso. Hay también alusiones a Tito en La destrucción del templo de Jerusalén de Nicolas Poussin, un pintor que influyó grandemente en la obra de David. Los caballos de la estatuaria griega que aparece muchas veces en los cuadernos de notas de David apuntan a los bajorrelieves del Partenón como fuente inspiración.

## Simbolismo

### El gesto

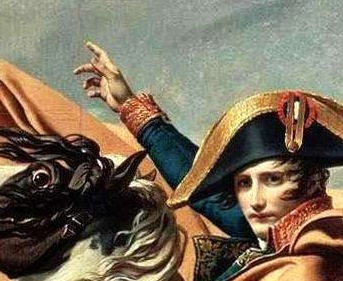
Detalle del gesto en la versión de la Malmaison.

El gesto es omnipresente en la pintura de David, desde San Roque intercediendo ante la Virgen por la curación de los apestados (1780, Marsella) a Marte desarmado por Venus y las Gracias (1824, Bruselas). Las manos alzadas del Juramento de los Horacios (1784, Louvre), el Juramento del Juego de pelota o La distribución de las águilas (1808-1810, Versalles) son recursos retóricos que se convierten en un manifiesto sincero en las pinturas. En La muerte de Sócrates (1787, Nueva York, Museo Metropolitano de Arte), el filósofo – en el momento de tomar la cicuta – continúa enseñando a sus discípulos con un gesto de reprimenda ante sus despliegues emocionales. En Napoleón cruzando los Alpes, el gesto no deja duda de la voluntad del comandante de conseguir su objetivo. No indica la cumbre, sino más bien muestra al observador la inevitabilidad de la victoria y al mismo tiempo ordena a sus soldados que le sigan. La mano más desnuda que enguantada puede indicar que Napoleón deseaba aparecer como un pacificador más que como un conquistador.

### Inscripciones

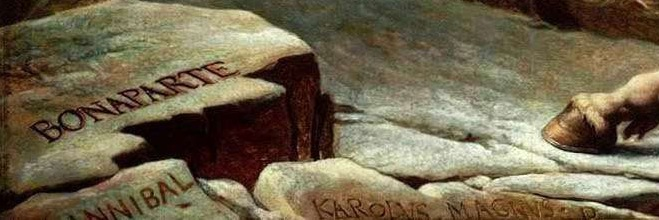
Detalle de las inscripciones en las piedras.

David usa las inscripciones para reforzar el simbolismo en ocho de sus obras conocidas: Belisario pidiendo limosna (1784, Louvre), El dolor y los lamentos de Andrómaca sobre el cuerpo de Héctor (1783, Escuela Nacional Superior de Bellas Artes, París), La muerte de Marat (1793, Museo de Bellas Artes, Bruselas), El furrier de Saint-Fargeau (perdido), Napoleón cruzando los Alpes, Safo y Faón, Retrato de Napoleón en su gabinete de trabajo (1812, Washington), y Leónidas (1814, Washington). En La muerte de Marat, el revolucionario agonizante sostiene una hoja con el nombre de su asesina, Carlota Corday. Léonidas muestra a un espartano grabando detalles de su sacrificio sobre una pared. En este cuadro, las rocas llevan los nombres de Aníbal y Carlomagno junto al de Bonaparte, uniéndolos por su paso de los Alpes, y retratando a Napoleón como su sucesor. La inclusión de Carlomagno y del "IMP" (queriendo decir Imperator, esto es, emperador) suscita la pregunta de hasta qué punto estaba implicado Bonaparte con el añadido de las inscripciones. ¿Era una coincidencia o una pista sobre sus ambiciones?

## Recepción

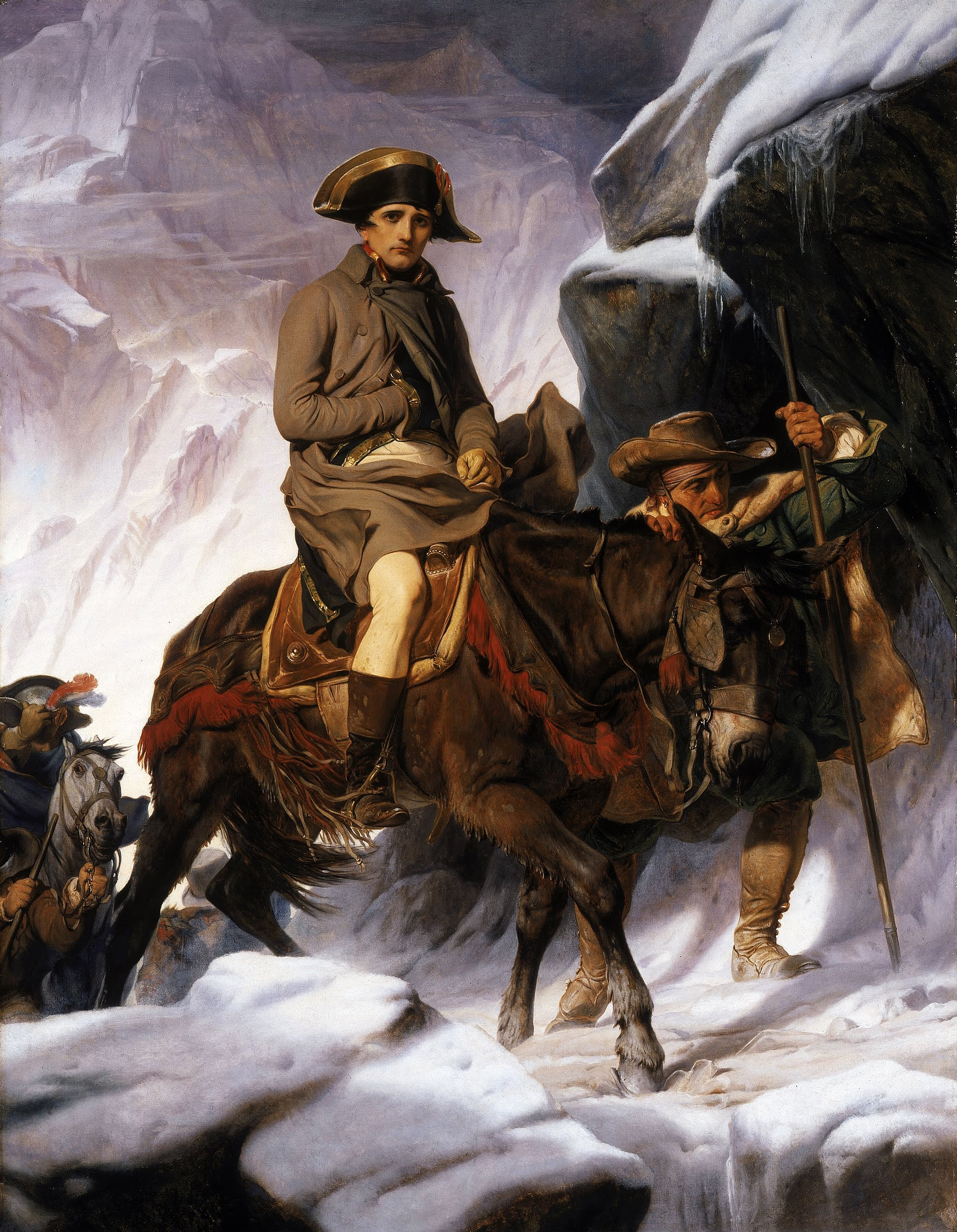
Bonaparte cruzando los Alpes
por Paul Delaroche (1850).

Las primeras dos copias se exhibieron en el Louvre en junio de 1801 junto a El rapto de las sabinas, y aunque hubo una protesta en la prensa sobre la adquisición, la pintura rápidamente se hizo muy conocida como resultado de las numerosas reproducciones que se hicieron, la imagen apareció por todas partes, desde pósteres hasta sellos. Rápidamente se hizo la imagen más reproducida de Napoleón.
Con esta obra David lleva el género de los retratos ecuestres a su cenit. Ningún otro retrato ecuestre hecho durante la época napoleónica obtuvo una celebridad semejante, quizá con la excepción de la obra de Théodore Géricault Oficial de cazadores a la carga de 1812.
Con el exilio de Bonaparte en 1815 los retratos pasaron de moda, pero a finales de los años 1830 de nuevo se colgaron en las galerías de arte y los museos.

## Versión de Delaroche
Arthur George, tercer Conde de Onslow, que tenía una gran colección napoleónica, estaba visitando el Louvre con Paul Delaroche en 1848 y comentó la falta de verosimilitud y teatralidad del cuadro de David. Encargó a Delarouche una versión más exacta que representara a Napoleón sobre una mula. Aunque la obra de Delaroche es más realista que la simbólica representación heroica de David, no pretendía hacerla de menos al representarlo en un estilo realista.